# Chthamalidae
Chthamalidae zijn een familie van zeepokken. De wetenschappelijke naam van de familie werd voor het eerst geldig gepubliceerd in 1854 door Darwin.

## Soorten
De volgende taxa zijn bij de familie ingedeeld:
- Onderfamilie Chthamalinae Darwin, 1854
  - Geslacht Chinochthamalus Foster, 1980
  - Geslacht Chthamalus Ranzani, 1817
  - Geslacht Jehlius Ross, 1971
  - Geslacht Tetrachthamalus Newman, 1967
- Onderfamilie Euraphiinae Newman & Ross, 1976
  - Geslacht Caudoeuraphia Poltarukha, 1997
  - Geslacht Euraphia Conrad, 1837
  - Geslacht Microeuraphia Poltarukha, 1997
  - Geslacht Pseudoeuraphia Poltarukha, 2000
- Onderfamilie Notochthamalinae Foster & Newman, 1987
  - Geslacht Chamaesipho Darwin, 1854
  - Geslacht Hexechamaesipho Poltarukha, 1996
  - Geslacht Nesochthamalus Foster & Newman, 1987
  - Geslacht Notochthamalus Foster & Newman, 1987
  - Geslacht Octomeris Sowerby, 1825
  - Geslacht Rehderella Foster & Newman, 1987